# Monster Man
Pour plus de détails, voir Fiche technique et Distribution.
Monster Man est une comédie d'horreur américaine écrite et réalisée par Michael Davis en 2003. Il met en vedette Eric Jungmann, Justin Urich, Aimee Brooks et Michael Bailey Smith. En Amérique latine, le film est sorti sous le titre Wrong Turn 2.

## Synopsis
Alors qu'il se rend au mariage de la femme dont il est toujours amoureux au volant de sa Chevrolet Kingswood Estate, Adam s'aperçoit qu'il n'est pas seul à bord du véhicule. En effet, son ami Harley s'est introduit à bord de sa voiture. Rapidement, les deux compères sont pris en chasse par un monster truck conduit par un mystérieux assaillant au visage mutilé... 

## Distribution
- Eric Jungmann : Adam
- Justin Urich : Harley
- Aimee Brooks : Sarah
- Michael Bailey Smith : Monster Man / frère Bob
- Joe Goodrich : frère Fred

## Sortie

### Format DVD
Monster Man est sorti en DVD, distribué par Lionsgate Home Entertainment le 12 octobre 2004. Il a ensuite été publié l'année suivante par Tartan Video le 27 juin. 

## Accueil critique
Monster Man a reçu des critiques mitigées lors de sa sortie. Il a actuellement une cote de 60% sur le site Rotten Tomatoes, avec cinq évaluations. Kim Newman d'Empire Magazine a attribué au film 3 étoiles sur 3, écrivant : « Dérivé de tout, de Duel aux Jeepers Creepers, c'est du bon, du plaisir d'horreur trash avec une pointe de grossièreté à la Jackass, des surprises çà et là et l'impression toujours fiable que le milieu de l'Amérique est un gouffre de désespoir qui est là pour vous attraper ». Arrow in the Head a attribué au film une note de 7/10, saluant la cinématographie, la direction et l'humour du film. Le site a conclu sa critique en écrivant: « Avec sa forte dose de comédie« hors ligne », parfois aux dépens du genre, et son affichage extrême de contenu sanglant, Monster Man m'a fait exploser la plupart du temps dans mon siège ».
Time Out a donné au film une critique négative, en écrivant : « Bien que l'on puisse le trouver sporadiquement drôle, le film n'en est pas moins stéréotypé, cliché, amateur, stupide et souvent assez malade ». Johnny Butane de Dread Central a attribué au film une note de 0,5 sur 5, déclarant que le film n'était ni drôle ni effrayant, critiquant également les personnages ennuyeux du film. 